# Старая Лешня

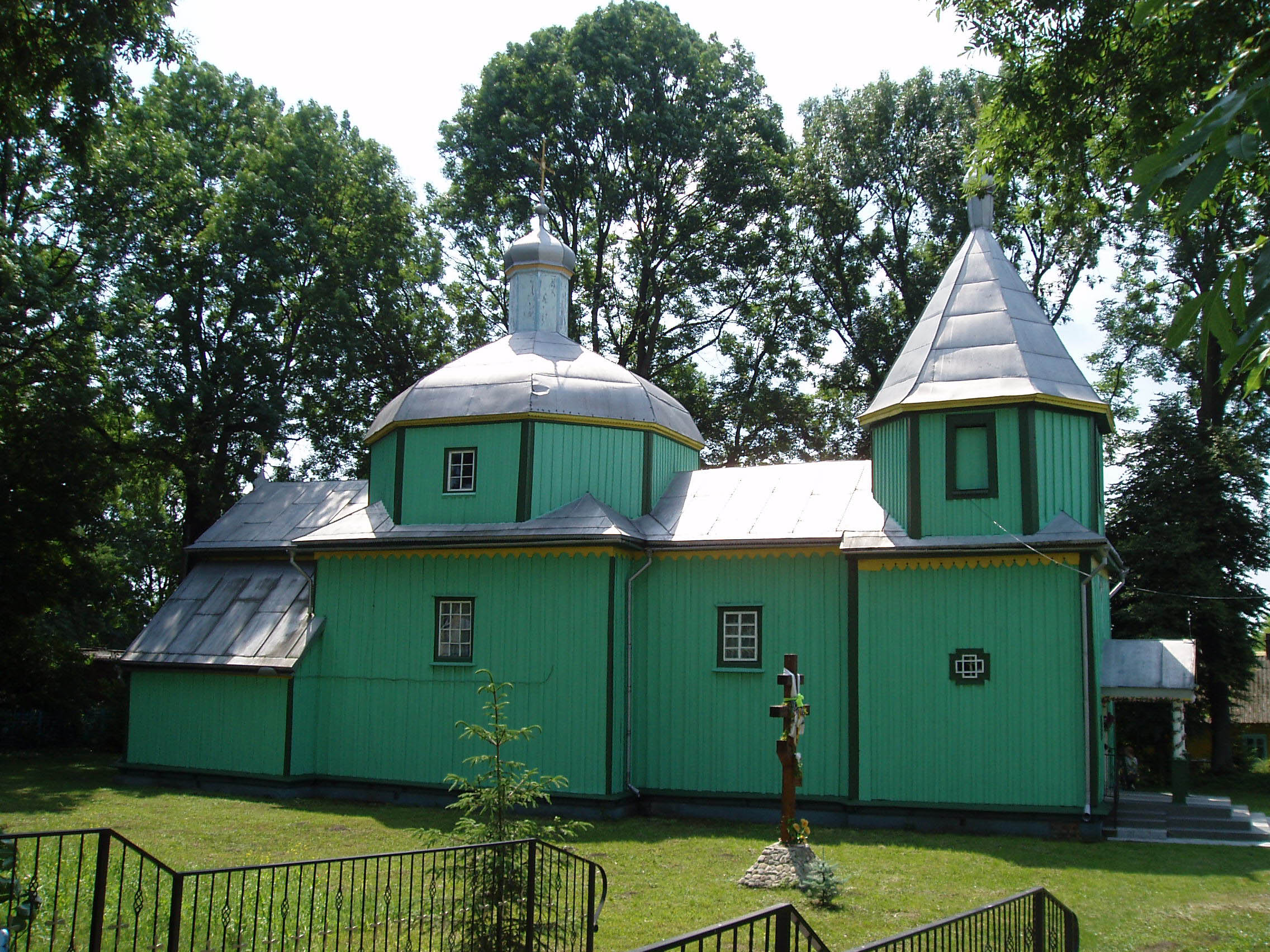
Николаевская церковь

Ста́рая Ле́шня (укр. Стара́ Лі́шня) — село в Поромовской сельской общине Владимирского района Волынской области Украины.
До 2020 года входило в Иваничевский район.
Код КОАТУУ — 0721187701. Население по переписи 2001 года составляет 424 человека. Почтовый индекс — 45312. Телефонный код — 3372. Занимает площадь 9,1 км².
В селе расположена деревянная Николаевская церковь, построенная в 1773-78 годах.